# Intento de asesinato de Theodore Roosevelt
El intento de asesinato de Theodore Roosevelt se produjo el 14 de octubre de 1912 cuando Theodore Roosevelt, ex-presidente de los Estados Unidos, recibió un disparo por parte de John Schrank, un extabernero, mientras hacía campaña para la presidencia para las elecciones presidenciales de Estados Unidos de 1912 en Milwaukee, Wisconsin. La bala de Schrank se alojó en el pecho de Roosevelt después de penetrar el estuche de acero de sus gafas y atravesar una copia de 50 páginas (de un solo pliegue) de su discurso, que llevaba en el bolsillo de su chaqueta. Schrank fue inmediatamente desarmado y capturado; podría haber sido linchado si Roosevelt no hubiera gritado que Schrank permaneciera ileso. Roosevelt aseguró a la multitud que estaba bien y luego ordenó a la policía que se hiciera cargo de Schrank y se asegurara de que no sufriera ningún daño.
Como cazador y anatomista experimentado, Roosevelt concluyó correctamente que, como no tosía sangre, la bala no había llegado a su pulmón; rechazó las sugerencias de ir al hospital inmediatamente. En lugar de ello, pronunció el discurso programado. Sus comentarios iniciales ante la multitud reunida fueron: Friends, I shall ask you to be as quiet as possible. I don't know whether you fully understand that I have just been shot, but it takes more than that to kill a Bull Moose («Amigos, les pediré que sean lo más silenciosos posible. No sé si comprenden completamente que me acaban de disparar, pero se necesita más que eso para matar a un alce macho»).
Posteriormente, las sondas y una radiografía mostraron que la bala se había alojado en el músculo del pecho de Roosevelt, pero no había penetrado la pleura. Como los médicos concluyeron que sería menos peligroso dejarla allí que intentar extraerla, Roosevelt llevó la bala consigo por el resto de su vida.
Tanto el presidente en ejercicio Taft como el candidato demócrata Wilson suspendieron su campaña hasta que Roosevelt se recuperó y reanudó la suya. Cuando se le preguntó si el tiroteo afectaría su campaña electoral, le dijo al periodista: I'm fit as a Bull Moose («Estoy en forma como un alce macho»). El alce macho se había convertido en un símbolo tanto de Roosevelt como del Partido Progresista, a menudo denominado simplemente el Bull Moose Party («Partido del Alce Macho»), después de que Roosevelt se jactara de sentirse «fuerte como un alce macho» después de perder la nominación republicana en junio de 1912. Pasó dos semanas recuperándose antes de regresar a la campaña. Más tarde le escribió a un amigo sobre la bala dentro de su cuerpo: «No me importa más que si estuviera en el bolsillo de mi chaleco».
El tirador, John Schrank, inicialmente se declaró culpable del cargo de intento de asesinato, pero el juez de primera instancia, no convencido de la cordura de Schrank, rechazó su declaración y el caso fue llevado a juicio. El jurado declaró a Schrank inocente por razones de locura y lo internaron en una institución por tiempo indefinido.

## Antecedentes
Theodore Roosevelt había ascendido a la presidencia tras el asesinato de William McKinley en 1901, cumpliendo los 3 años y 6 meses restantes del mandato, y luego fue elegido para un mandato completo en las elecciones presidenciales de 1904. Se negó a postularse para otro mandato en 1908, de acuerdo con la tradición establecida por George Washington de que nadie debía servir más de dos mandatos como presidente de Estados Unidos (posteriormente codificada en la Vigesimosegunda Enmienda). Roosevelt apoyó a William Howard Taft, su secretario de Guerra, en la Convención Nacional Republicana de 1908. Taft ganó tanto la nominación republicana como las elecciones generales, pero Roosevelt quedó insatisfecho con el trabajo de su sucesor y en las siguientes elecciones intentó recuperar la presidencia.
La campaña electoral presidencial de 1912 se caracterizó por una grave división en el Partido Republicano entre el ala conservadora del presidente Taft y el ala liberal/reformista del expresidente Roosevelt. Después de una amarga confrontación en la Convención Nacional Republicana de 1912, Taft ganó la renominación. Roosevelt encabezó un grupo de seguidores que celebraron su propia convención y lo nominaron para presidente por el Partido Progresista, apodado el Bull Moose Party («Partido del Alce Macho»). Taft y sus partidarios atacaron a Roosevelt acusándolo de estar ávido de poder y buscar romper la tradición de que los presidentes estadounidenses sólo cumplen dos mandatos en el cargo.

## Intento de asesinato

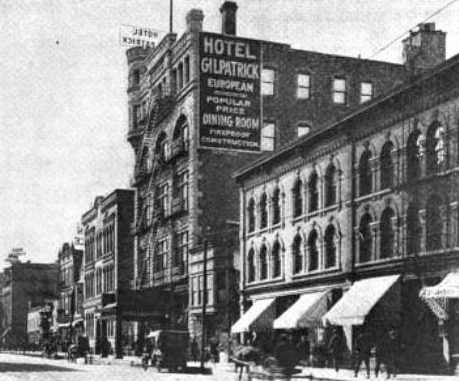
Hotel Gilpatrick.

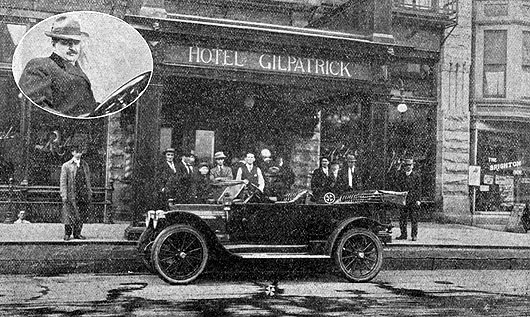
Automóvil en el que se encontraba el expresidente Roosevelt cuando le dispararon.

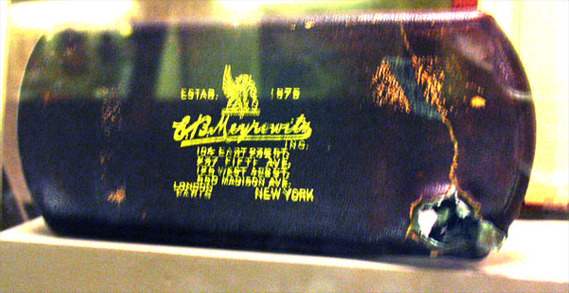
Estuche de gafas de Theodore Roosevelt, atravesado por la bala en la esquina inferior derecha.

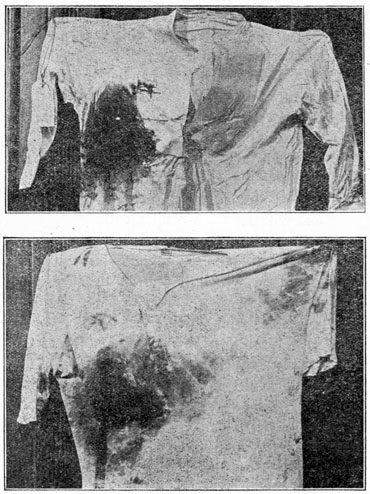
La camisa manchada de sangre de Theodore Roosevelt.

Según documentos encontrados en Schrank después del intento de asesinato, Schrank había escrito que el fantasma de William McKinley se le apareció en un sueño y le dijo que vengara su muerte, señalando una foto de Theodore Roosevelt. Finalmente, el 14 de octubre de 1912, mientras Roosevelt estaba haciendo campaña en Milwaukee, Wisconsin, Schrank intentó asesinarlo.
Roosevelt estaba en el Hotel Gilpatrick, en una cena ofrecida por el dueño del hotel, un simpatizante. El expresidente tenía previsto pronunciar un discurso en el Auditorio de Milwaukee. Había circulado la noticia de que Roosevelt estaba en el hotel, y Schrank (que había estado siguiendo a Roosevelt desde Nueva Orleans a Milwaukee) fue al hotel. El expresidente terminó su comida y salió del hotel para subirse a un automóvil abierto. Roosevelt se puso de pie para reconocer los vítores de la multitud reunida, y Schrank actuó.

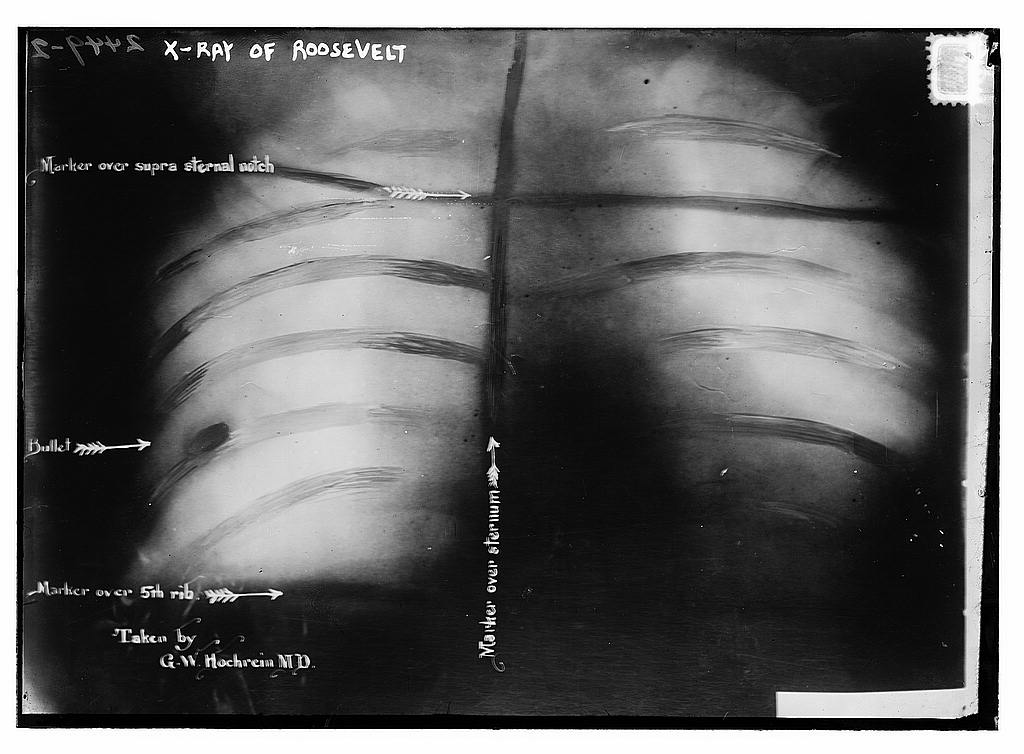
Radiografía de la bala de Schrank en el pecho de Roosevelt.

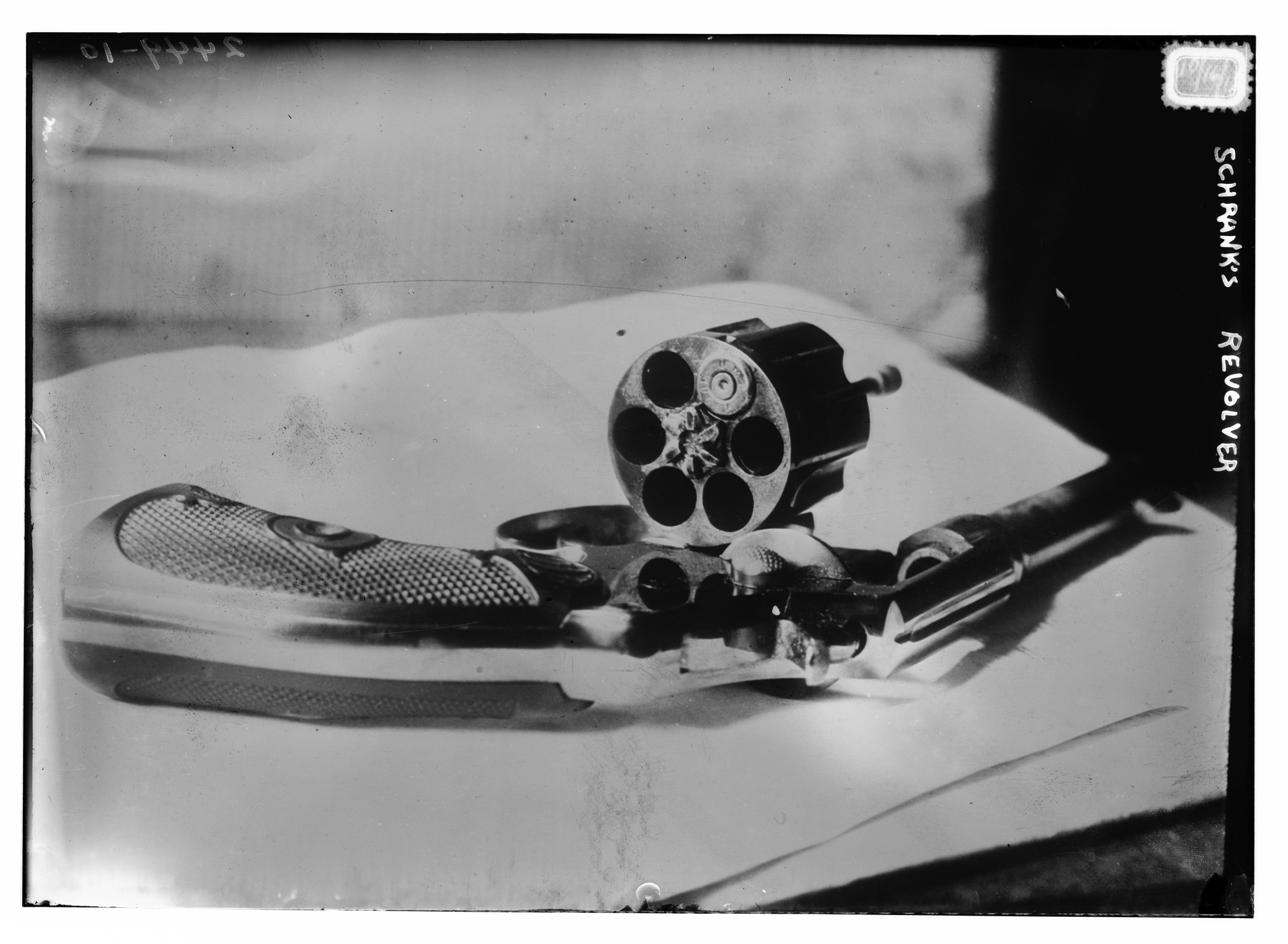
El revólver Colt Police Positive Special calibre .38 que Schrank utilizó para dispararle a Roosevelt.

Schrank disparó a Roosevelt, pero la bala se alojó en su pecho sólo después de alcanzar el estuche de acero de sus gafas y una copia de 50 páginas de su discurso titulado Progressive Cause Greater Than Any Individual («La causa progresista es más grande que cualquier individuo»), que llevaba en el bolsillo de su chaqueta. Mientras los espectadores jadeaban y gritaban, Elbert E. Martin, uno de los secretarios de Roosevelt y exjugador de fútbol americano, fue el primero en reaccionar, saltando sobre Schrank, tirándolo al suelo y apoderándose de su arma. A. O. Girard, antiguo Rough Rider y guardaespaldas del expresidente, y varios policías estaban sobre Schrank en el mismo momento. Roosevelt tropezó, pero se enderezó y volvió a levantarse el sombrero, con una sonrisa tranquilizadora en su rostro. Su ayudante, Harry Cochems, le preguntó a Roosevelt si le habían dado, y Roosevelt simplemente dijo con seguridad: «Me dio un refilón, Harry».
Cuando Schrank fue sometido y mantenido en pie, la multitud entró en un frenesí. Varios de los hombres más cercanos a Schrank comenzaron a golpearlo, y otros gritaban «¡mátenlo!» y «¡cuélguenlo!». Roosevelt, al ver lo que estaba sucediendo, gritó a la multitud: «No le hagan daño. Traiganlo aquí. Quiero verlo». La multitud, al oír la voz de Roosevelt, miró a Roosevelt, asombrada de verlo de pie y hablando. Un miembro del público preguntó: «¿Está bien?»; Roosevelt, con una sonrisa tranquilizadora, agitó su sombrero en el aire y dijo: «Estoy bien, estoy bien». Aliviada, la multitud estalló en vítores, lo que permitió que cuatro policías se abrieran paso entre la multitud y sujetaran a Schrank.
Roosevelt ordenó: «Traédmelo». Schrank fue conducido hasta Roosevelt y los dos hombres se miraron a los ojos. Roosevelt puso sus manos sobre la cabeza de Schrank para poder mirarlo y determinar si lo había visto antes, y le dijo: «¿Para qué lo hiciste?» Al no obtener respuesta, dijo: «Oh, ¿de qué sirve? Entréguenlo a la policía». Mientras la policía sostenía a Schrank, Roosevelt lo miró y dijo: «Pobre criatura». Roosevelt ordenó: «Oficiales, encárguense de él y asegúrense de que no se cometa violencia contra él». Girard y otro oficial se llevaron a Schrank al hotel mientras la multitud lo abucheaba y aplaudía a Roosevelt, que acataba sus deseos. Roosevelt hizo otro gesto tranquilizador con el sombrero ante la multitud antes de marcharse en su coche. Schrank fue llevado a la cocina y allí fue entregado a la policía local.
Roosevelt, como cazador y anatomista experimentado, concluyó correctamente que, como no tosía sangre, la bala no había llegado a su pulmón y rechazó las sugerencias de ir al hospital inmediatamente. En lugar de eso, pronunció el discurso previsto con sangre filtrándose en su camisa. Habló durante 50 minutos antes de completar su discurso y aceptar atención médica. Sus comentarios iniciales ante la multitud reunida fueron: Ladies and gentlemen, I don't know whether you fully understand that I have just been shot, but it takes more than that to kill a Bull Moose («Damas y caballeros, no sé si comprenden completamente que me acaban de disparar, pero se necesita más que eso para matar a un alce macho»).
Posteriormente, las sondas y una radiografía mostraron que la bala se había alojado en el músculo del pecho de Roosevelt, pero no había penetrado la pleura. Los médicos concluyeron que sería menos peligroso dejarla en su lugar que intentar quitarla, probablemente recordando lo que le había sucedido al predecesor inmediato de Roosevelt William McKinley, quien murió después de que la herida de la bala se infectara, y Roosevelt llevó la bala consigo por el resto de su vida. Años después, cuando le preguntaron por la bala que llevaba dentro, Roosevelt dijo: «No me importa más que si estuviera en el bolsillo de mi chaleco».
Tanto Taft como el candidato demócrata Woodrow Wilson suspendieron su propia campaña hasta que Roosevelt se recuperó y reanudó la suya. Cuando se le preguntó si el tiroteo afectaría su campaña electoral, le dijo al periodista: I'm fit as a bull moose («Estoy tan sano como un alce macho»). Roosevelt sólo pronunció dos discursos más en la campaña. Aunque Roosevelt ganó más votos que Taft tanto en el voto popular como en el colegio electoral, Wilson superó a ambos para ganar la presidencia.

## Autor

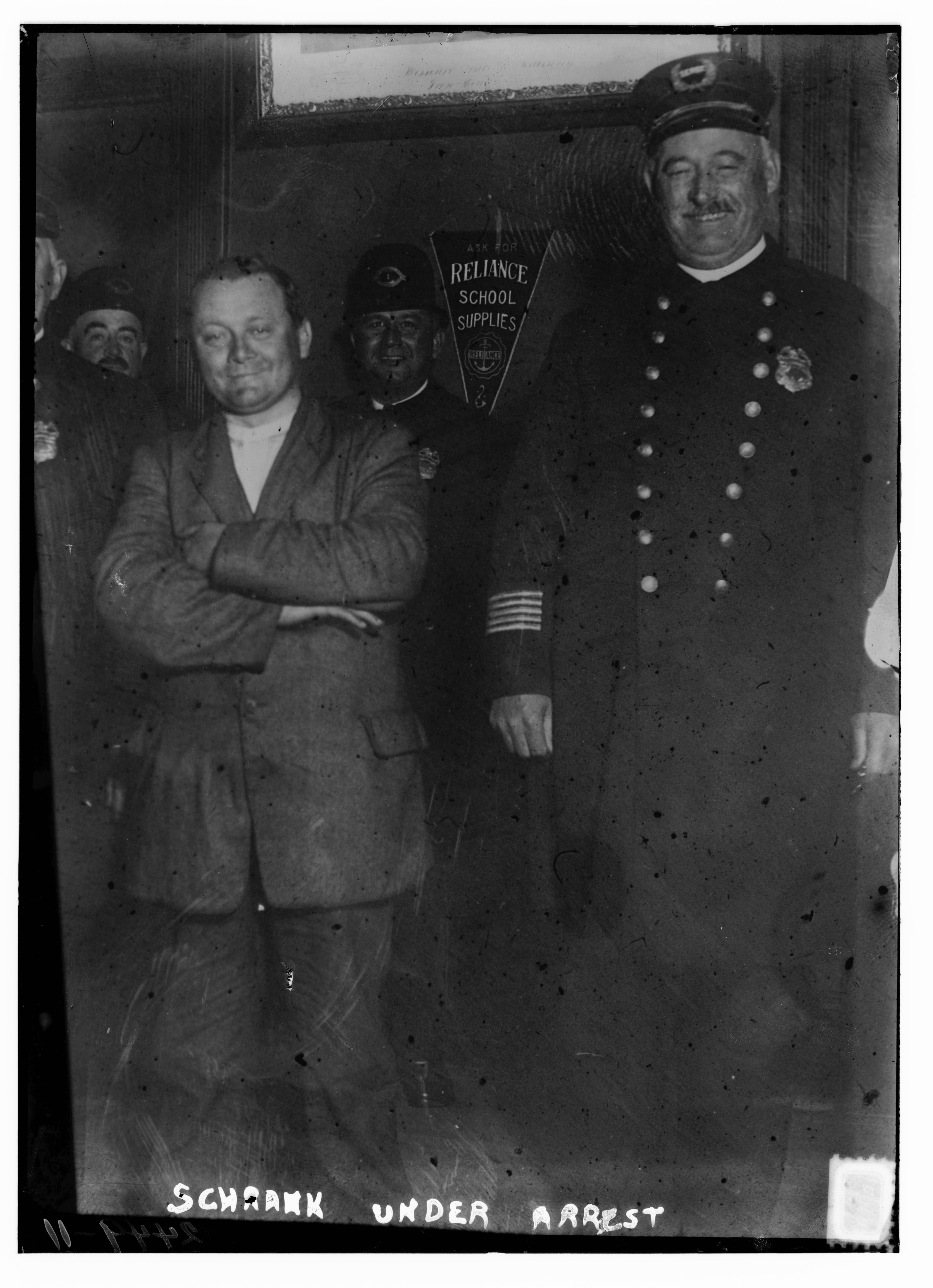
John Schrank bajo arresto.

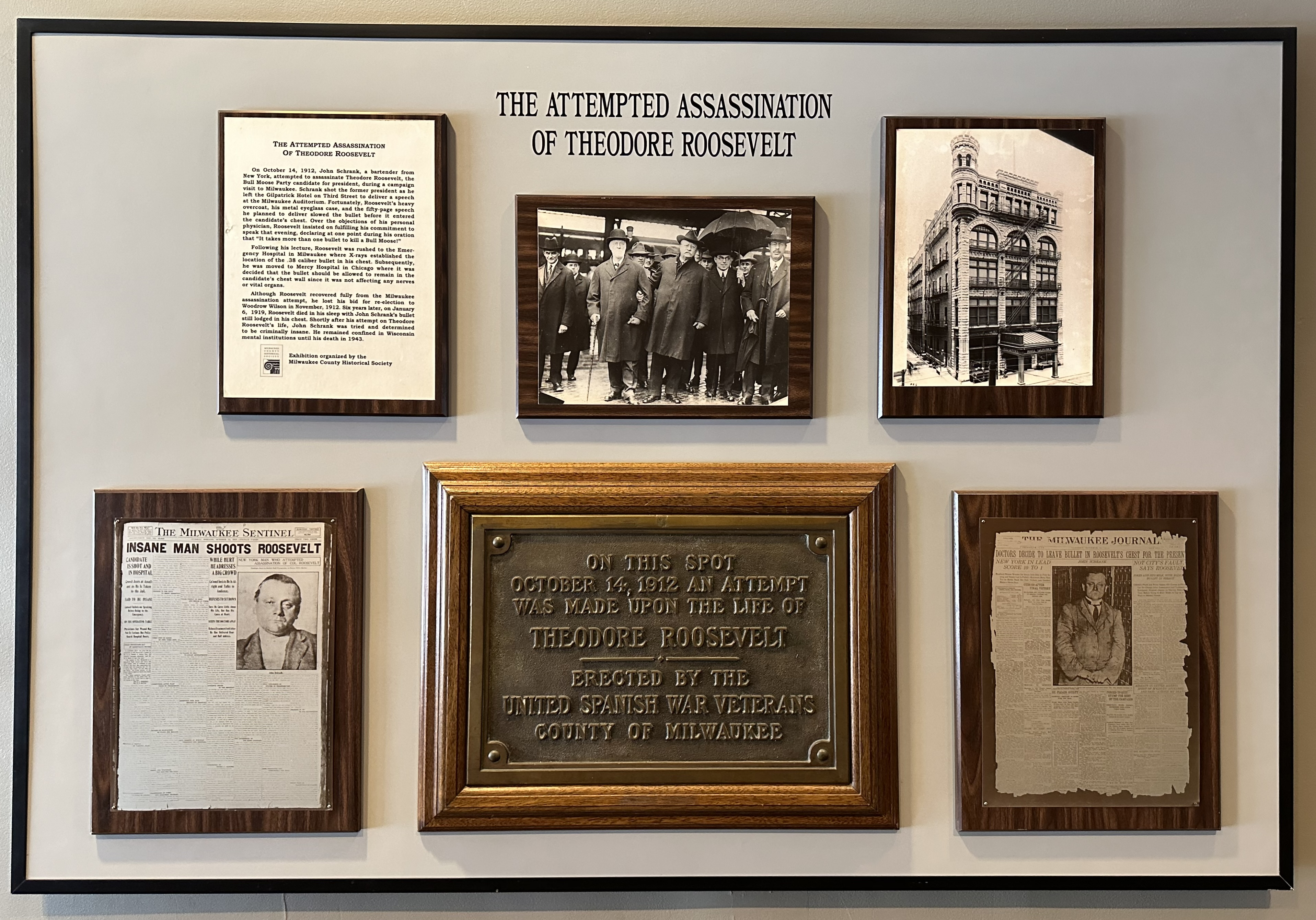
Monumento en memoria del intento de asesinato de Theodore Roosevelt en el Hyatt Regency Milwaukee.

El intento de asesinato contra Roosevelt fue perpetrado por John Schrank, un tabernero de Nueva York nacido en Baviera. Schrank nació en Erding, Baviera, el 5 de marzo de 1876. Emigró a los Estados Unidos a la edad de 9 años. Sus padres murieron poco después, y Schrank quedó a cargo de su tío, propietario y terrateniente de una taberna de Nueva York. Tras la muerte de ambos, el tío y la tía de Schrank le dejaron valiosas propiedades, con la expectativa de que Schrank pudiera vivir una vida tranquila y pacífica. Schrank estaba desconsolado, no sólo porque había perdido a su segundo grupo de padres, sino también porque su primera y única novia, Emily Ziegler, había muerto en el desastre del General Slocum en el Río Este de Nueva York. Schrank vendió las propiedades y vagó por la Costa Este durante años. Se volvió profundamente religioso y un fluido estudioso de la Biblia, cuyas habilidades para el debate eran bien conocidas en los bares y parques públicos de su vecindario. Escribió poesía sobria y vívida. Pasó mucho tiempo caminando por las calles de la ciudad por la noche, pero no causó ningún problema documentado.

## Motivos y consecuencias
Schrank fue arrestado, se declaró culpable y retenido con una multa de US$7500 (equivalente a US$236793 actualmente) libertad bajo fianza. El sargento Robert Flood le preguntó por qué lo hizo y él le respondió: «Lo hice porque me oponía al tercer mandato. No me hables, no diré nada hasta mañana, porque quiero dormir». El Milwaukee Sentinel publicó un edición extra del periódico el 15 de octubre de 1912 con el titular: Insane Man Shoots Roosevelt («Un loco dispara a Roosevelt»).
Poco después del intento de asesinato, los psicólogos examinaron a Schrank e informaron que tenía «delirios insanos, de carácter grandioso», declarándolo loco. En su juicio, el aspirante a asesino afirmó que el fantasma de William McKinley lo había visitado en un sueño y le había dicho que vengara su asesinato matando a Roosevelt. Schrank fue internado en el Hospital Central Estatal para Criminales Locos de Waupun (Wisconsin), en 1914. Permaneció allí 29 años más, hasta que murió el 15 de septiembre de 1943, de neumonía bronquial. Su cuerpo fue donado a la facultad de medicina de la Universidad Marquette (ahora la Escuela de Medicina de Wisconsin) para su disección anatómica.
Theodore Roosevelt se opuso a las afirmaciones de locura de Schrank. Roosevelt señaló que Schrank, que había comenzado a seguirlo en Luisiana, tuvo el buen sentido de esperar hasta llegar a Wisconsin para intentar el asesinato, porque Schrank probablemente habría sido linchado si hubiera intentado el asesinato en un estado del Sur (como sucedió, casi fue linchado incluso en Wisconsin), y porque Schrank habría sido ejecutado en un estado del Sur incluso si no hubiera sido linchado.
Para el centenario del intento de asesinato, Historic Milwaukee Inc. recreó el intento de asesinato. El evento contó con la presencia del alcalde Tom Barrett y tuvo lugar el domingo 14 de octubre frente al Hyatt Regency Milwaukee, 333 W. Kilbourn Ave.

## Archivo
Mientras John F. Schrank estaba internado, escribió varias cartas al médico que consultaba en el hospital psiquiátrico, Adin Sherman. La Universidad de Carolina del Norte en Wilmington posee veinte de ellas. Las cartas están fechadas entre 1914 y 1918. El número de acceso en la Colección de Manuscritos es 148.
La Biblioteca Pública de Milwaukee contiene una colección de pruebas judiciales y transcripciones del juicio de Schrank. Se trata de la Colección de Manuscritos de Historia Local número 43.

## Lectura adicional
- Donovan, Robert J. (1962). «The First Pillar». The Assassins (en inglés). New York: Popular Library. pp. 101–17.
- Foley, William J. (1969). «A bullet and a Bull Moose». Journal of the American Medical Association 209 (13): 2035-38.
- Gores, Stan (1970). «The Attempted Assassination of Teddy Roosevelt». The Wisconsin Magazine of History 53 (4): 269-77.
- Helferich, Gerard (2013). Theodore Roosevelt and the Assassin: Madness, Vengeance, and the Campaign of 1912.